# ヴァンセンヌ (競走馬)
ヴァンセンヌ（欧字名:Vincennes、2009年4月11日 - 2024年12月5日）は、日本の競走馬・種牡馬。2015年の東京新聞杯の勝ち馬である。
馬名の意味は「花の展示会で知られるパリ郊外の森名」。

## 現役時代
2009年4月11日に北海道白老町の社台コーポレーション白老ファームで誕生。一口馬主法人「社台サラブレッドクラブ」より総額5000万円（1口125万円×40口）で募集された。
栗東・松永幹夫厩舎に入厩。デビューは3歳4月までずれ込んだが、既走馬相手のデビュー戦を快勝する。しかし、2戦目の京都新聞杯で12着となった後に骨折が判明し、2勝目を挙げたのは4歳2月であった。同年春に右前脚屈腱炎を発症し、1年7ヶ月の休養を余儀なくされる。
5歳の秋に復帰し、初戦を2着とした後、怒涛の4連勝で東京新聞杯を制覇。スプリントGI2勝の母フラワーパークにとっても産駒初の重賞勝利となった。続く京王杯スプリングカップでは上がり3F32秒7の豪脚で2着に入り、安田記念でも先に抜け出したモーリスを際どく追い詰めての2着と充実ぶりを示した。
しかし、飛躍が期待された秋シーズンは毎日王冠9着、天皇賞（秋）18着、マイルチャンピオンシップ14着と極度の不振に陥る。同年12月に屈腱炎の再発が判明し、競走馬登録を抹消された。

## 種牡馬時代
現役引退後はレックススタッドで種牡馬となった。初年度の種付け料は受胎条件30万円に設定され、60頭の繁殖牝馬と交配した。2年目も50頭と交配し、一定の需要を得ている。初年度産駒は2019年にデビューを迎える。
2019年8月10日、小倉5R2歳未勝利で九州産馬イロゴトシが勝利し、産駒初勝利を挙げた。イロゴトシは続けてOP・ひまわり賞も勝利している。また、翌年デビューした2年目産駒からは佐賀競馬の三冠競走を制したトゥルスウィーら2頭の重賞勝ち馬を輩出した。
2023年4月15日、産駒初勝利を挙げたイロゴトシが中山グランドジャンプを勝利し、産駒の中央重賞、J・GI初勝利と、九州産馬によるJ・GI初制覇の快挙を同時に果たした。
スタッドブックによると、2024年12月5日に死亡した。

### 主な産駒
太字はGI・JpnI競走を示す

#### グレード制重賞優勝馬
- 2017年産
  - イロゴトシ（2023年・2024年中山グランドジャンプ）[12]

#### 地方重賞優勝馬
- 2018年産
  - ハルノインパクト（2020年黒潮ジュニアチャンピオンシップ、2021年土佐春花賞、黒潮皐月賞、高知優駿、土佐秋月賞）
  - トゥルスウィー（2021年花吹雪賞、ル・プランタン賞、九州三冠〈佐賀皐月賞、九州ダービー栄城賞、ロータスクラウン賞〉）
- 2019年産
  - イチザウイナー（2023年霧島賞）

## 競走成績
以下の内容は、netkeiba.comの情報に基づく。
| 競走日     | 競馬場 | 競走名         | 格       | 距離（馬場）  | 頭 数 | 枠 番 | 馬 番 | オッズ （人気） | 着順 | タイム （上り3F） | 着差 | 騎手     | 斤量 [kg] | 1着馬（2着馬）         | 馬体重 [kg] |
| ---------- | ------ | -------------- | -------- | ------------- | ----- | ----- | ----- | --------------- | ---- | ----------------- | ---- | -------- | --------- | ---------------------- | ----------- |
| 2012.04.15 | 阪神   | 3歳未勝利      |          | 芝1800m（良） | 18    | 4     | 7     | 003.10（1人）   | 01着 | R1:49.1（34.9）   | -0.2 | 高倉稜   | 55        | （マルケサス）         | 488         |
| 0000.05.05 | 京都   | 京都新聞杯     | GII      | 芝2200m（良） | 13    | 8     | 13    | 011.40（6人）   | 12着 | R2:13.0（37.2）   | -3.0 | 安藤勝己 | 56        | トーセンホマレボシ     | 486         |
| 0000.12.15 | 中京   | 鳳来寺山特別   | 500万下  | 芝1600m（稍） | 16    | 6     | 12    | 008.80（5人）   | 12着 | R1:37.6（34.5）   | -0.5 | 高倉稜   | 56        | ゴールデンナンバー     | 498         |
| 2013.02.02 | 京都   | 4歳上500万下   |          | 芝1800m（良） | 13    | 7     | 10    | 005.20（2人）   | 01着 | R1:49.8（33.8）   | -0.0 | 武豊     | 56        | （スマッシュスマイル） | 510         |
| 0000.02.17 | 京都   | 木津川特別     | 1000万下 | 芝1600m（良） | 12    | 4     | 4     | 006.40（2人）   | 07着 | R1:35.3（34.3）   | -0.6 | 武幸四郎 | 57        | ゴールデンナンバー     | 510         |
| 0000.03.03 | 阪神   | 4歳上1000万下  |          | 芝1600m（良） | 12    | 7     | 9     | 003.80（2人）   | 06着 | R1:35.4（34.2）   | -0.4 | 四位洋文 | 57        | タマラマ               | 512         |
| 2014.10.05 | 阪神   | 3歳上500万下   |          | 芝1800m（良） | 18    | 4     | 7     | 021.10（7人）   | 02着 | R1:45.5（34.0）   | -0.0 | 小崎綾也 | 54        | セウアズール           | 508         |
| 0000.10.26 | 福島   | 小峰城特別     | 500万下  | 芝1800m（良） | 16    | 6     | 12    | 002.70（1人）   | 01着 | R1:46.6（35.1）   | -0.3 | 小崎綾也 | 57        | （タルトオポム）       | 502         |
| 0000.11.29 | 東京   | エクセレントJT | 1000万下 | 芝1600m（稍） | 16    | 5     | 10    | 002.60（1人）   | 01着 | R1:35.7（34.5）   | -0.3 | 福永祐一 | 58        | （アメリカンダイナー） | 500         |
| 0000.12.21 | 阪神   | 元町S          | 1600万下 | 芝1600m（稍） | 15    | 6     | 10    | 004.20（2人）   | 01着 | R1:35.8（36.3）   | -0.0 | 福永祐一 | 57        | （ダローネガ）         | 514         |
| 2015.02.08 | 東京   | 東京新聞杯     | GIII     | 芝1600m（稍） | 16    | 3     | 6     | 006.00（3人）   | 01着 | R1:35.7（34.6）   | -0.0 | 福永祐一 | 56        | （アルフレード）       | 506         |
| 0000.05.16 | 東京   | 京王杯SC       | GII      | 芝1400m（良） | 18    | 7     | 15    | 004.70（2人）   | 02着 | R1:21.6（32.7）   | -0.0 | 福永祐一 | 56        | サクラゴスペル         | 508         |
| 0000.06.07 | 東京   | 安田記念       | GI       | 芝1600m（良） | 17    | 7     | 13    | 006.60（3人）   | 02着 | R1:32.0（33.7）   | -0.0 | 福永祐一 | 58        | モーリス               | 502         |
| 0000.10.11 | 東京   | 毎日王冠       | GII      | 芝1800m（良） | 13    | 4     | 5     | 005.60（3人）   | 09着 | R1:46.3（34.4）   | -0.7 | 横山典弘 | 56        | エイシンヒカリ         | 504         |
| 0000.11.01 | 東京   | 天皇賞（秋）   | GI       | 芝2000m（良） | 18    | 7     | 13    | 063.5（14人）   | 18着 | R2:00.3（35.5）   | -1.9 | 横山典弘 | 58        | ラブリーデイ           | 502         |
| 0000.11.22 | 京都   | マイルCS       | GI       | 芝1600m（良） | 18    | 1     | 1     | 016.50（6人）   | 14着 | R1:33.8（33.3）   | -1.0 | 川田将雅 | 57        | モーリス               | 510         |

## 血統表
| ヴァンセンヌの血統              | ヴァンセンヌの血統                                     | ヴァンセンヌの血統         | （血統表の出典）           | （血統表の出典） |
| 父系                            | サンデーサイレンス系                                   | サンデーサイレンス系       | サンデーサイレンス系       | [ § 2 ]          |
| 父 ディープインパクト 2002 鹿毛 | 父の父*サンデーサイレンス Sunday Silence 1986 青鹿毛   | Halo                       | Hail to Reason             | Hail to Reason   |
| 父 ディープインパクト 2002 鹿毛 | 父の父*サンデーサイレンス Sunday Silence 1986 青鹿毛   | Halo                       | Cosmah                     |                  |
| 父 ディープインパクト 2002 鹿毛 | 父の父*サンデーサイレンス Sunday Silence 1986 青鹿毛   | Wishing Well               | Understanding              | Understanding    |
| 父 ディープインパクト 2002 鹿毛 | 父の父*サンデーサイレンス Sunday Silence 1986 青鹿毛   | Wishing Well               | Mountain Flower            |                  |
| 父 ディープインパクト 2002 鹿毛 | 父の母*ウインドインハーヘア Wind in Her Hair 1991 鹿毛 | Alzao                      | Lyphard                    | Lyphard          |
| 父 ディープインパクト 2002 鹿毛 | 父の母*ウインドインハーヘア Wind in Her Hair 1991 鹿毛 | Alzao                      | Lady Rebecca               |                  |
| 父 ディープインパクト 2002 鹿毛 | 父の母*ウインドインハーヘア Wind in Her Hair 1991 鹿毛 | Burghclere                 | Busted                     | Busted           |
| 父 ディープインパクト 2002 鹿毛 | 父の母*ウインドインハーヘア Wind in Her Hair 1991 鹿毛 | Burghclere                 | Highclere                  |                  |
| 母 フラワーパーク 1992 鹿毛     | 母の父ニホンピロウイナー 1980 鹿毛                     | *スティールハート          | Habitat                    | Habitat          |
| 母 フラワーパーク 1992 鹿毛     | 母の父ニホンピロウイナー 1980 鹿毛                     | *スティールハート          | A. 1                       |                  |
| 母 フラワーパーク 1992 鹿毛     | 母の父ニホンピロウイナー 1980 鹿毛                     | ニホンピロエバート         | *チャイナロック            | *チャイナロック  |
| 母 フラワーパーク 1992 鹿毛     | 母の父ニホンピロウイナー 1980 鹿毛                     | ニホンピロエバート         | ライトフレーム             |                  |
| 母 フラワーパーク 1992 鹿毛     | 母の母ノーザンフラワー 1991 栗毛                       | *ノーザンテースト          | Northern Dancer            | Northern Dancer  |
| 母 フラワーパーク 1992 鹿毛     | 母の母ノーザンフラワー 1991 栗毛                       | *ノーザンテースト          | Lady Victoria              |                  |
| 母 フラワーパーク 1992 鹿毛     | 母の母ノーザンフラワー 1991 栗毛                       | *ファイアフラワー          | Dike                       | Dike             |
| 母 フラワーパーク 1992 鹿毛     | 母の母ノーザンフラワー 1991 栗毛                       | *ファイアフラワー          | Pascha                     |                  |
| 母系(F-No.)                     | (FN:1-n)                                               | (FN:1-n)                   | (FN:1-n)                   | [ § 3 ]          |
| 5代内の近親交配                 | Northern Dancer 5×4＝9.38%                             | Northern Dancer 5×4＝9.38% | Northern Dancer 5×4＝9.38% | [ § 4 ]          |
| 出典                            | 1. 2. 3. 4.                                            | 1. 2. 3. 4.                | 1. 2. 3. 4.                | 1. 2. 3. 4.      |

- 従兄弟にエムオーウイナー。